# Wiadukt Kosynierów Górczyńskich w Poznaniu
Wiadukt Kosynierów Górczyńskich w Poznaniu (wcześniej Wiadukt Górczyński) – wiadukt drogowy nad liniami kolejowymi: nr 3 Warszawa Zachodnia – Frankfurt nad Odrą i nr 801 Poznań Górczyn – Poznań Starołęka, w granicach administracyjnych miasta Poznania. Położony w bliskim sąsiedztwie tramwajowo-autobusowego węzła przesiadkowego Górczyn i stacji kolejowej Poznań Górczyn.
Znajduje się w ciągu ul. Głogowskiej. Łączy Górczyn ze Świerczewem, w ramach połączenia dzielnicy Grunwald z Wildą. Stanowi element drogi dojazdowej z centrum miasta do węzła autostrady A2 Poznań Komorniki. Przed otwarciem wschodniej obwodnicy był częścią drogi krajowej nr 5 i trasy europejskiej nr E261. Od 1 stycznia 2016 jest częścią drogi wojewódzkiej nr 196.
Zbudowany w 1972. Był remontowany w 1988 i 1994. 6 czerwca 2008 zachodnia nitka Wiaduktu Górczyńskiego została otwarta po przebudowie, która sprowadziła się do zburzenia większości dotychczasowej konstrukcji. Ze starego wiaduktu pozostał tylko fragment bezpośrednio nad linią kolejową - 2 filary i przęsło między nimi. Po modernizacji wiadukt ma 3 pasy przeznaczone dla samochodów (przed przebudową były 2 pasy) oraz dodatkowo dwukierunkową drogę dla rowerów po stronie zewnętrznej.
13 stycznia 2009 Rada Miasta Poznania jednogłośnie uchwaliła, że wiadukt zmieni nazwę z „Górczyńskiego” na „Kosynierów Górczyńskich” dla uczczenia mieszkańców Górczyna, którzy podjęli walkę w powstaniu wielkopolskim w 1846.
W latach 2012−2013 wiadukt wschodni został całkowicie zburzony i wybudowany od nowa. Po modernizacji uzyskał dodatkowy pas dla samochodów na przedłużeniu łącznicy od ulicy Rakoniewickiej oraz ciąg pieszo-rowerowy na odcinku od ulicy Rakoniewickiej do wylotu w stronę centrum miasta.